# Henri Castel
Pour les articles homonymes, voir Castel.
Pas d'image ? Cliquez ici

a Compétitions nationales et continentales officielles uniquement.

b Matchs officiels uniquement.
Henri Castel, né le 8 août 1933 à Couiza et mort le 27 juin 2023 à Carcassonne, est un joueur de rugby à XIII international français évoluant au poste de centre dans les années 1950 et 1960.
Il joue en club avec l'AS Carcassonne où il prend part à de nombreuses finales comprenant les titres de Championnat de France en 1966 et 1967, ainsi que les titres de Coupe de France en 1961, 1963, 1967 et 1968, comptant à ses côtés Jean Barthe, Pierre Escourrou, René Ségura et son frère René Castel.
Fort de ses performances en club, il côtoie l'équipe de France et compte deux sélections obtenues entre 1963 et 1964 affrontant la Grande-Bretagne.

## Biographie

### Palmarès
- Collectif :
  - Vainqueur du Championnat de France : 1966 et 1967 (Carcassonne).
  - Vainqueur de la Coupe de France : 1961, 1963, 1967 et 1968 (Carcassonne).
  - Finaliste du Championnat de France : 1958 et 1968 (Carcassonne).
  - Finaliste de la Coupe de France : 1960 et 1965 (Carcassonne).

### Détails en sélection
| 1. | 3 avril 1963 | Grande-Bretagne | 4-42 | Test-match | Centre | - | - | - | - |
| 2. | 13 juin 1964 | Australie       | 6-20 | Test-match | Centre | - | - | - | - |